# Scleria baronii
Scleria baronii är en halvgräsart som beskrevs av Charles Baron Clarke och Henri Chermezon. Scleria baronii ingår i släktet Scleria och familjen halvgräs.
Artens utbredningsområde är Madagaskar. Inga underarter finns listade i Catalogue of Life.